# Hugo Haase
Hugo Haase (Allenstein, 29 settembre 1863 – Berlino, 7 novembre 1919) è stato un politico e giurista tedesco, presidente del Partito Socialdemocratico di Germania e co-presidente di un governo provvisorio (il Consiglio dei Commissari del Popolo, in tedesco Rat der Volksbeauftragten) durante la rivoluzione di novembre.

## Biografia
Nato in Prussia da un calzolaio ebreo (Nathan Haase) e da Pauline Anker, studia giurisprudenza a Königsberg ed inizia la carriera di avvocato.
Aderisce all'SPD e viene eletto nel consiglio municipale di Königsberg. Nel 1897 viene eletto nel Reichstag.
Haase faceva parte dell'ala revisionista del partito che, in contrasto con i marxisti ortodossi, sosteneva che il cambiamento politico e sociale poteva essere conseguito anche tramite una serie di riforme graduali, senza alcuna rivoluzione. Nel 1911 fu nominato presidente dell'SPD insieme ad August Bebel e l'anno seguente divenne presidente del gruppo parlamentare del partito.
Nel luglio del 1914 allo scoppio della prima guerra mondiale organizzò una serie di manifestazioni pacifiste che lo portarono a scontrarsi con i propri compagni di partito. A causa di questi contrasti nel 1916 fu costretto a dimettersi da presidente dell'SPD e nel marzo dello stesso anno decide di fondare un nuovo partito (il Sozialdemokratische Arbeitsgemeinschaft).
Nel 1917 Haase divenne presidente del Partito Socialdemocratico Indipendente di Germania continuando a scagliarsi con la necessità di porre fine alla guerra.
Durante la rivoluzione tedesca del novembre 1918, formò un governo provvisorio - il Consiglio dei Commissari del Popolo - assieme al leader dell'SPD Friedrich Ebert. Indignato per la dura repressione (ordinata da Ebert) del movimento rivoluzionario, in particolare della Divisione della Marina del popolo (Volksmarinedivision) durante il natale 1918, il 29 dicembre rassegnò le dimissioni dal governo, provocandone la caduta.
L'8 ottobre 1919 Haase fu vittima di un attentato organizzato da Johann Voss, un malato di mente, che lo ferì gravemente con un colpo d'arma da fuoco. Haase morì un mese dopo.